# Ирена Соколова
Ирена Любенова Соколова е народен представител от парламентарната група на ГЕРБ в XLI и XLII народно събрание. Владее английски и руски език.

## Биография
Ирена Соколова е родена на 24 януари 1971 година в град Перник, България. Завършва висше образование в Югозападен университет „Неофит Рилски“ – Благоевград, магистър е по „социална психология“, магистър „психотерапевт“ е, завършила е и „психодрама“ в Институт „Берхард Ахтенберг“, Германия.

### Парламентарна дейност
На 14 юли 2009 година става член на парламентарната група на ГЕРБ. От 29 юли 2009 до 30 септември 2009 година е член на Комисията по здравеопазване. На 30 септември 2009 година става член на Комисията по образованието, науката и въпросите на децата, младежта и спорта. От 4 септември 2009 до 11 април 2012 година е член на Постоянната делегация на Народното събрание в Интерпарламентарната асамблея по православие. На 11 април 2012 година става заместник-представител на Постоянната делегация на Народното събрание в Парламентарната асамблея на Съвета на Европа. На 12 април 2012 година става член на Комисията по правата на човека, вероизповеданията, жалбите и петициите на гражданите. На 23 октомври 2009 година става член на групите за приятелство между България и Венецуела, Германия, Египет, Ирландия, Литва, Мароко, Русия, Франция, Казахстан. По-късно става член на групите за приятелство между България и Австрия (7 юни 2012), Азербайджан (9 юли 2012), Испания (19 юли 2012). На 23 октомври 2009 година е избрана за заместник-председател на групите за приятелство между България и Естония, Латвия, Узбекистан.

#### Внесени законопроекти
Тя е вносител на законопроектите:
- За изменение и допълнение на Закона за лекарствените продукти в хуманната медицина (23 октомври 2009)
- За изменение и допълнение на Закона за висшето образование (11 юни 2010)
- За изменение и допълнение на Закона за съдебната власт (15 юли 2010)
- За изменение и допълнение на Наказателно-процесуалния кодекс (15 юли 2010)
- За изменение и допълнение на Закона за развитието на академичния състав в Република България (3 ноември 2010)
- Проект на Изборен кодекс (4 ноември 2010)
- За изменение и допълнение на Закона за Българската академия на науките (25 ноември 2010)
- За изменение и допълнение на Закона за устройството на държавния бюджет (26 май 2011)
- За изменение и допълнение на Конституцията на Република България (26 май 2011)